# Fabricio Coloccini
Fabricio Coloccini född 22 januari 1982 i Córdoba, är en argentinsk föredetta fotbollsspelare med italienskt påbrå. Han tränar numera Venezuelas U21-landslag. Coloccini spelade oftast som mittback.

## Meriter
- OS-guld 2004
- Junior-VM 2001
- Primera División Argentina 1998, höstomg.
- Primera División Argentina 1999, våromg.
- Primera División Argentina 2001, våromg.